# ارزش پیشاسرمایه‌گذاری
ارزش پیشاسرمایه‌گذاری یا پول پیش‌ارزیابی یک اصطلاح است که به‌طور گسترده‌ای در سرمایه‌گذاری خصوصی و سرمایه‌گذاری خطر پذیر استفاده می‌شود با اشاره به ارزش یک شرکت یا دارایی قبل از سرمایه‌گذاری یا تامین مالی است. اگر یک سرمایه‌گذاری باعث افزوده شدن پول به شرکت مربوط شود، آن شرکت ارزش متفاوتی پیش و پس از سرمایه‌گذاری خواهد داشت. ارزش پیش سرمایه‌گذاری به ارزش شرکت پیش از سرمایه‌گذاری اشاره دارد.
سرمایه گذاران خارجی از جمله سرمایه گذاران خطر پذیر و سرمایه گذاران فرشته از ارزش پیش سرمایه‌گذاری برای تعیین میزان سهام سرمایه در ازای سرمایه‌گذاری خود به یک کارآفرین یا شرکت نوپا استفاده می‌کنند. این مقادیر بر اساس محاسباتی دقیق بدست می‌آیند.
معمولاً یک شرکت در دوره‌های مختلفی سرمایه جذب می‌کند (دور A، دور B، دور C و به همین شکل) در مقابل اینکه مقدار زیادی سرمایه جذب شود. این کار برای کاهش ریسک سرمایه‌گذاری و همچنین تحریک کارآفرین انجام می‌شود. ارزش پیش و پس سرمایه‌گذاری در هر دوره مجدداً محاسبه می‌شود.

## فرمول پایه
روش‌های زیادی برای محاسبه ارزش یک کسب و کار موجود است، ولی فرمول پایه بدین شکل است.
ارزش پس سرمایه‌گذاری = سرمایه جدید x همه سهام‌های پیش از سرمایه‌گذاری / سهام‌های جدید
ارزش پیش سرمایه‌گذاری = ارزش پس سرمایه‌گذاری - سرمایه جدید

## دور اول
سهام‌داران شرکت ویجت ۱۰۰ سهم دارند که ۱۰۰ ٪ از سهام کل این شرکت است. اگر یک سرمایه‌گذار ۱۰ میلیون دلار سرمایه در دور اول به ویجت بدهد در ازای ۲۰ سهم به تازه صادر شده ارزش پس سرمایه‌گذاری هست:
۱۰ میلیون دلار * (۱۲۰ سهم / ۲۰ سهم) = ۶۰ میلیون
پس از این مقدار می‌توان ارزش پیش سرمایه‌گذاری را نیز بدست آورد:
۶۰ میلیون دلار – ۱۰ میلیون دلار = ۵۰ میلیون دلار
پس سهامداران اول سهام خود را به ۱۰۰/۱۲۰ که ۸۳٫۳۳٪ سهام کل است کاهش می‌دهند.

## دور دوم
بیایید فرض کنیم که همان شرکت ویجت دور دوم سرمایه گذاری را پشت سر می‌گذارد. یک سرمایه‌گذار جدید توافق می‌کند که در ازای ۲۰ میلیون دلار ۳۰ سهام جدید دریافت کند. اگر مثال بالا را دنبال کنید ۱۲۰ سهم موجود است. پس ارزش پس سرمایه‌گذاری هست:
۲۰ میلیون دلار * (۱۵۰ / ۳۰) = ۱۰۰ میلیون دلار
و ارزش پیش سرمایه‌گذاری هست:
۱۰۰ میلیون دلار – ۲۰ میلیون دلار = ۸۰ میلیون دلار
پس سهامداران اول سهام خود را به ۱۰۰/۱۵۰ که ۶۶٫۶۷٪ سهام کل است کاهش می‌دهند.